# Joseph Huber
|  | Per a altres significats, vegeu «Joseph Huber (gimnasta)». |

Joseph Huber (Sigmaringen, Baden-Württemberg, 1837 - Stuttgart, 1886) fou un compositor alemany.
Estudià al Conservatori Stern de Berlín, i més tard fou deixeble de Cornelius a Weimar, on va conèixer Liszt, el qual va exercir molta influència sobre ell. El 1864 fou nomenat director dels concerts Euterpe de Leipzig, i el 1865 entrà en la capella ducal de Stuttgart.
Dotat d'un esperit innovador, treballà molt per a reformar la forma musical, i així, en les seves obres no emprà mai les fórmules estereotipades nomenades arquitecturales, ni usà els accidents en la clave, cosa que dona a les seves produccions una gran monotonia tonal.
A més de les òperes Die Rose von Libanon i Irene, va compondre quatre simfonies i moltes melodies vocals i instrumentals.